# Gloxiniinae
Gloxiniinae G.Don, 1838 è una sottotribù di piante angiosperme appartenenti alla famiglia Gesneriaceae (sottofamiglia Gesnerioideae, tribù Gesnerieae).

## Etimologia
Il nome della sottotribù deriva dal nome del suo genere tipo (Gloxinia L'Hèr., 1789), il cui nome a sua volta è stato dato in onore di Peter Benjamin Gloxin di Comar, medico del XVIII secolo e naturalista, autore di "Observationes botanicae, 1785".
Il nome scientifico è stato definito per la prima volta dal botanico scozzese George Don (1798–1856) nella pubblicazione "Sweet's Hortus Britannicus: or, a catalogue of all the plants indigenous or cultivated in the gardens of Great Britain, arranged according to the natural system / by Robert Sweet. 3d. ed., greatly enl. and improved. Ed. by George Don, F. L. S. London : 526. late 1839." del 1839.

## Descrizione

### Portamento
Le specie di questa tribù sono delle erbe perenni, arbusti o raramente degli alberi. Sono presenti specie epifite (Capanea e Heppiella). Spesso i rizomi sono squamosi. Sono presenti portamenti sia eretti che decombenti. La superficie può essere ricoperta da tricomi uncinati. I nodi sono unilacunari (cavità unica), carattere vegetativo probabilmente ancestrale delle angiosperme.

### Foglie

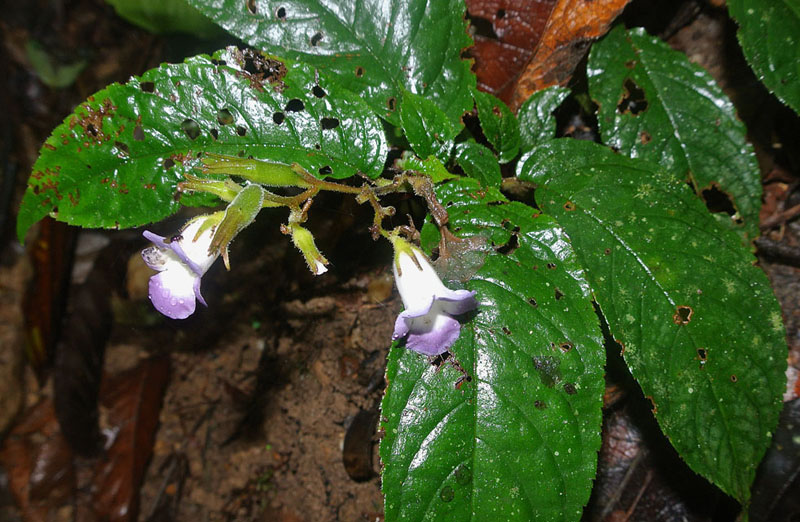
Le foglie
Monopyle macrocarpa

Le foglie lungo il caule sono disposte in modo opposto, talvolta sono verticillate oppure formanti una rosetta basale oppure raccolte in ciuffi all'apice dei rami. Normalmente sono isofille (sono anisofille in Monophyle) con lamine sottili e vellutate (anche irsute), oppure membranose, con forme da lanceolate a ovate e con bordi interi, seghettati, dentati o crenati; sono presenti anche lamine asimmetriche. Le cellule dell'epidermide abassiale hanno pareti laterali sinuose e stomi dispersi irregolarmente.

### Infiorescenze

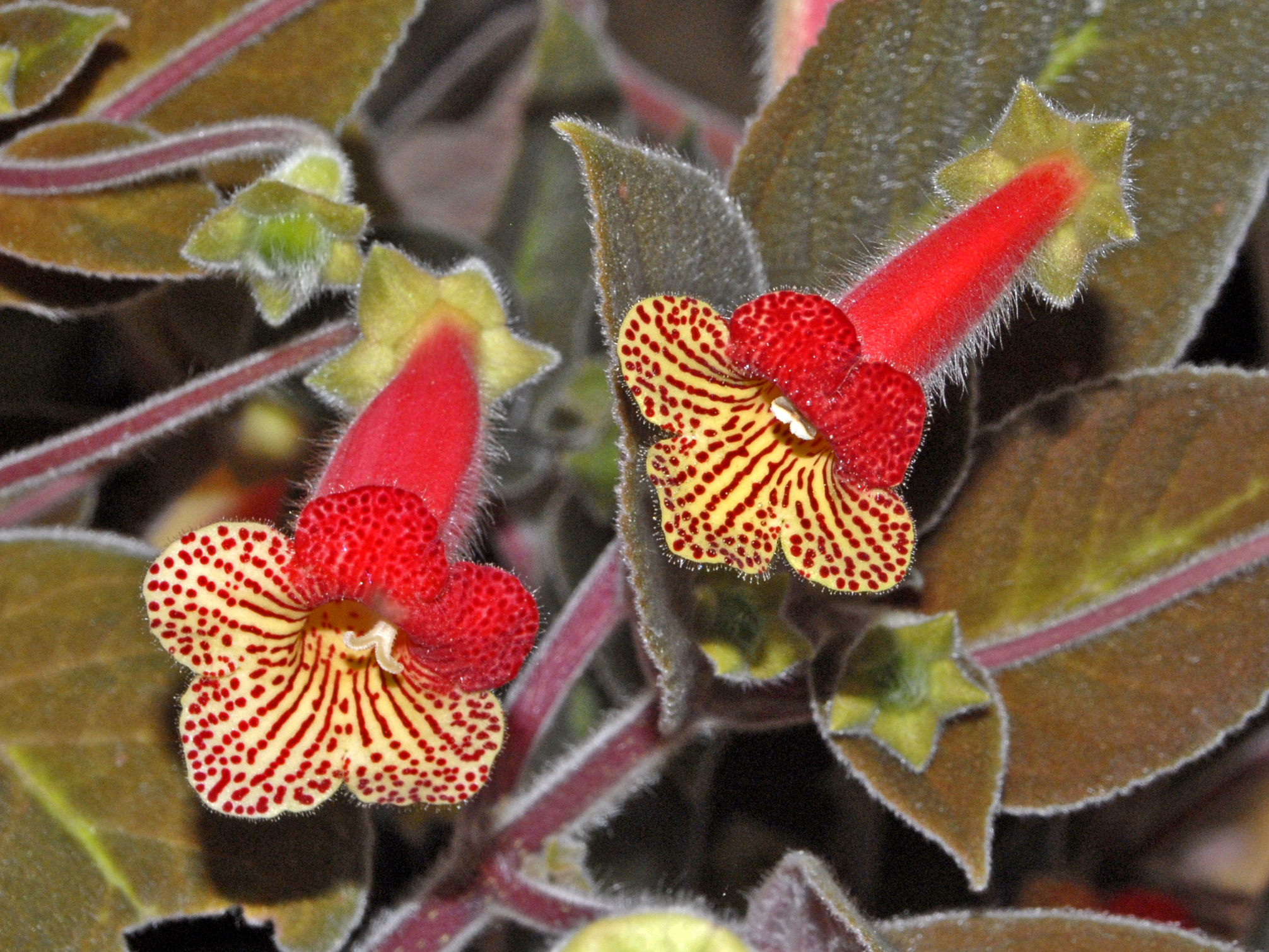
Infiorescenza
Kohleria amabilis

Le infiorescenze di tipo cimoso (ombrelliformi, tirsi, o racemi anche laterali) sono ascellari con fiori peduncolati oppure no. Normalmente sono presenti delle bratteole. I fiori sono da molti a ridotti ad uno solo.

### Fiori

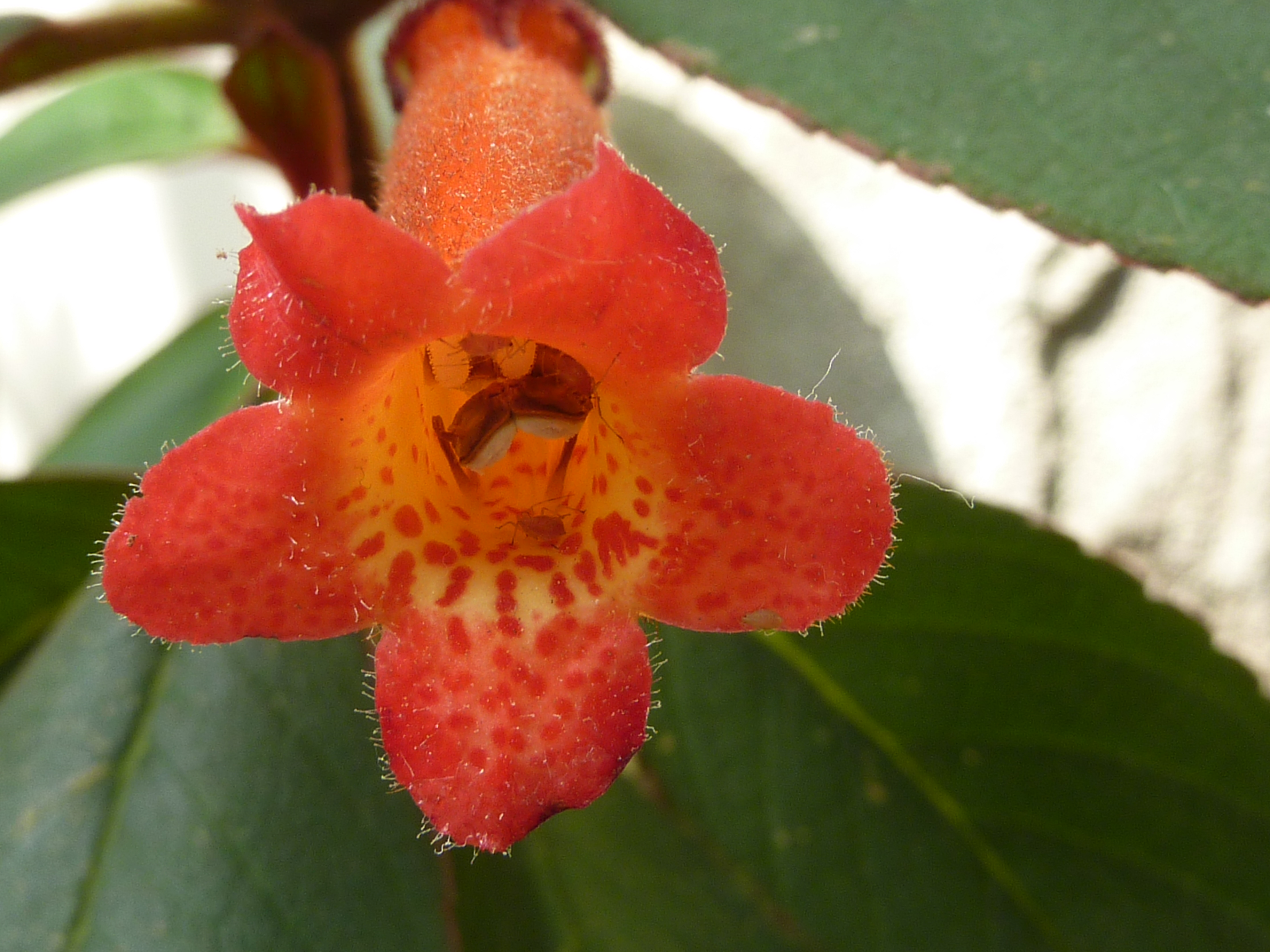
Il fiore
Kohleria eriantha

I fiori sono ermafroditi, zigomorfi e tetraciclici (ossia formati da 4 verticilli: calice– corolla – androceo – gineceo) e più o meno pentameri (ogni verticillo ha 5 elementi).
- Formula fiorale:

* K (5), [C (2 + 3), A (2 + 2 + 1)], G (2), supero/infero, capsula/bacca.
- Il calice, gamosepalo (i sepali sono connati fin dalla base - genere Pearcea) oppure liberi (nella maggioranza dei casi), è composto da 5 denti aderenti più o meno alla corolla, oppure patenti (Diastema). In alcune specie (Solenophora) i sepali sono fusi all'ovario.

- La corolla, gamopetala, è composta da 5 petali connati con forme più o meno da tubolari a campanulate, imbutiformi o urceolate con parte basale eretta o obliqua; a volte con zone gibbose. L'apice può essere debolmente bilabiato. I colori sono della corolla sono: bianco, blu, purpureo, arancio, rosso e giallo.

- L'androceo è formato da 4 stami didinami e adnati alla base della corolla (a volte i filamenti sono disposti a spirale). Le antere sono coerenti o libere (in alcuni generi sono inizialmente coerenti e in seguito libere) con teche divergenti; le forme sono allungate, ma possono essere anche orbicolari (Diastema). La deiscenza spesso è longitudinale o per corte fessure. Il nettario ha delle forme ad anello oppure è formato da 2 a 5 ghiandole indipendenti, oppure è assente. In genere gli stami sono inclusi nella corolla (non sporgenti) altrimenti sporgono (Capanea).

- Il gineceo ha un ovario infero o semi-infero (raramente è quasi supero), bicarpellare e uniloculare. In genere la forma è globosa-ovoide, raramente è debolmente turbinata (un cono a spirale) e all'apice può essere piatto o convesso. Lo stilo è unico con stigma bifido a volte di tipo stomatomorfico (a forma di bocca con due brevi labbra).

### Frutti
I frutti sono delle capsule secche con forme da lineari-oblunghe a ovoidi, a volte rostrate, e con deiscenza loculicida tramite 2 (o 4) valve. Le forme non rostrate a consistenza carnosa sono meno comuni. I semi sono numerosi.

## Biologia
La riproduzione di queste specie avviene prevalentemente per impollinazione tramite insetti (impollinazione entomogama).
I semi cadendo a terra (dopo aver eventualmente percorso alcuni metri a causa del vento - dispersione anemocora) sono dispersi soprattutto da insetti tipo formiche (mirmecoria).

## Distribuzione e habitat
Le specie di questa tribù sono distribuite unicamente nel Nuovo Mondo, soprattutto America Centrale e Meridionale. Gli habitat variano da quelli temperati a quelli tropicali.

## Tassonomia
La famiglia Gesneriaceae comprende 152 generi con circa 3500 specie, distribuite soprattutto nell'area tropicale e subtropicale tra il Vecchio e Nuovo Mondo. La famiglia è suddivisa in tre sottofamiglie. La sottotribù Gloxiniinae appartiene alla sottofamiglia Gesnerioideae, tribù Gesnerieae.

### Generi
La sottotribù comprende 21 generi, con oltre 200 specie:
- Achimenes P.Browne, 1756 (24 spp.)
- Amalophyllon Brandegee, 1914 (14 spp.)
- Chautemsia A.O.Araujo & V.C.Souza, 2010 (1 sp.)
- Diastema Benth., 1845 (20 spp.)
- Eucodonia Hanst., 1854 (2 spp.)
- Gloxinella (H.E.Moore) Roalson & Boggan, 2005 (1 sp.)
- Gloxinia L'Hér., 1789 (5 spp.)
- Gloxiniopsis Roalson & Boggan, 2005 (1 sp.)
- Goyazia Taub., 1896 (2 spp.)
- Heppiella Regel, 1853 (4 spp.)
- Kohleria Regel, 1847 (24 spp.)
- Mandirola Decne.,  (3 spp.)
- Monopyle Benth., 1876 (25 spp.)
- Moussonia Regel, 1847 (24 spp.)
- Niphaea Lindl., 1841 (3 spp.)
- Nomopyle Roalson & Boggan, 2005 (2 spp.)
- Pearcea Regel, 1867 (19 spp.)
- Phinaea Benth., 1876 (3 spp.)
- Seemannia Regel,  (4 spp.)
- Smithiantha Kuntze, 1891 (6 spp.)
- Solenophora Benth., 1840 (17 spp.)

### Filogenesi

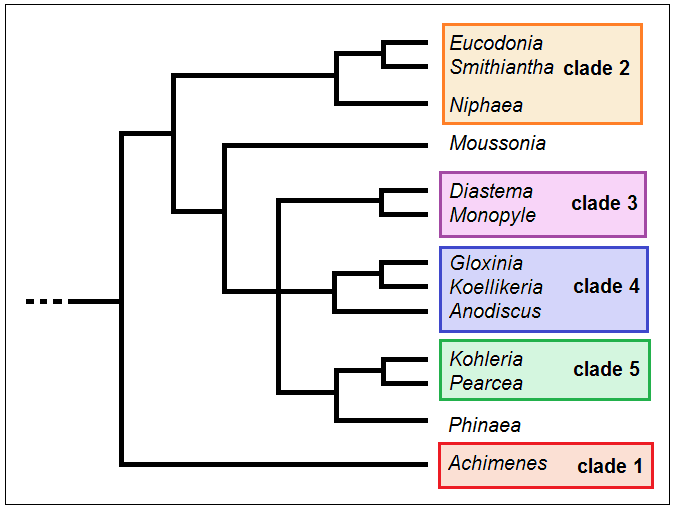
Cladogramma della tribù

La circoscrizione (e la struttura interna) di questa tribù è ancora in via di completamento. Attualmente dalla tribù sono stati esclusi i generi Paliavana, Sinningia e Vanhouttea, (tradizionalmente descritti nella tribù) ora assegnati alla sottotribù Ligeriinae; e i generi Bellonia e Lembocarpus, ora inseriti nel gruppo Incertae sedis o in altre tribù. La tribù è fortemente monofiletica se si esclude la specie Gloxinia sarmentiana dal genere Gloxinia. Tradizionalmente all'interno della tribù sono individuati, dall'esame di dati morfologici, tre alleanze:
- Gloxinia alliance: formata dai generi Gloxinia s.l., Anodiscus, Koellikeria, Monopyle e Diastema; le cui specie sono caratterizzate dalla presenza di rizomi squamosi, nettario principalmente a forma anulare (ma con 5 ghiandole separate in Diastema, assente in Monopyle, Anodiscus e in alcune specie di Gloxinia), capsule secche rostrate e numero cromosomico 2n = 26;
- Kohleria alliance: formata dai generi Kohleria, Pearcea e Capanea; le cui specie sono caratterizzate dalla presenza di rizomi sottili o squamosi (ma assenti in Pearcea), capsule secche in Kohleria o altrimenti di vario tipo e numero cromosomico 2n = 22 o 26;
- Central American alliance: formata dai generi Achimenes, Eucodonia, Smithiantha, Niphaea, Moussonia, Solenophora; le cui specie sono caratterizzate dalla presenza (o assenza) di rizomi squamosi, nettario a forma anulare, capsule per lo più secche e rostrate (ad eccezione di Solenophora) e numero cromosomico 2n = 20, 22 o 24.

Rimangono i generi Goyazia, Heppiella e Phinaea che occupano delle posizioni isolate.
Le successive analisi di tipo filogenetico dei dati molecolari confermano solo in parte i raggruppamenti fatti secondo i dati morfologici. I cladi individuati sono 5 (nello studio citato non tutti i generi della tribù sono stati presi in esame):
- clade 1: in posizione "gruppo basale" si trova il genere Achimenes che dal punto di vista monofiletico è moderatamente sostenuto; mentre è scarsamente sostenuto come "gruppo fratello" del resto della tribù;
- calde 2: i generi Eucodonia e Smithiantha sono fortemente monofiletici (le specie di questi generi includono piante con rosette rizomatose e una distribuzione relativa all'America Centrale); mentre il genere Niphaea come "gruppo fratello" dei due generi citati è debolmente supportato;
- clade 3: questo clade è ben supportato e comprende i generi Diastema e Monopyle;
- clade 4: un altro clade monofiletico è formato dai generi Gloxinia (escluso G. sarmentiana), Anodiscus e Koellikeria (le specie di questi generi condividono fiori solitari all'ascelle di foglie ridotte); all'interno di questo clade il genere Gloxinia appare parafiletico;
- clade 5: l'ultimo clade (fortemente sostenuto) comprende i generi Pearcea e Kohleria.

Il genere Moussonia (debolmente supportato) potrebbe essere "gruppo fratello" del gruppo di cladi 3-4-5; mentre il genere Phineae ha qualche affinità con il clade 5.
I rizomi squamosi sembrano essere un carattere sinapomorfico per la tribù Gloxinieae.
All'interno della sottofamiglia, Gloxinieae è "gruppo fratello" della tribù Gesnerieae.
Il cladogramma a lato tratto dallo studio citato e semplificato mostra l'attuale conoscenza della struttura filogenetica della tribù.

### Chiavi per i generi
Per meglio comprendere ed individuare i vari generi della tribù l'elenco seguente utilizza il sistema delle chiavi analitiche dicotomiche (vengono cioè indicate solamente quelle caratteristiche utili a distingue un genere dall'altro).
- Gruppo A: il nettario è anulare;

- Gruppo 1A: il portamento è quello di piccole erbe con steli nerboruti; la consistenza delle foglie è coriacea; le venature laterali raggiungono i margini delle foglie e formano dei margini venati; l'ovario è supero;

- Goyazia.

- Gruppo 1B: le piante sono prive di steli nerboruti; la consistenza delle foglie non è coriacea e le vene laterali finiscono prima di raggiungere i margini; l'ovario è per lo più semi-infero o infero;

- Gruppo 2A: le infiorescenze sono dei racemi terminali; i fiori sono sottesi da brattee con disposizione alternata;

- Koellikeria: il portamento è di piccole erbe con le foglie disposte in ciuffi basali; la faccia superiore delle foglie è punteggiata di bianco; la corolla è lunga circa 1 cm.
- Smithiantha: il portamento è di piccole erbe alte da 0,25 a 1 m; le foglie sono marmorizzate verdi o rosse; la corolla è lunga 3 cm o più.

- Gruppo 2B: le infiorescenze sono formate da fiori sottesi da foglie o brattee con disposizione opposta;

- Gruppo 3A: le antere sono libere;

- Heppiella.

- Gruppo 3B: le antere sono coerenti;

- Gruppo 4A: il portamento è arbustivo (o subarbustivo) senza rizomi;

- Moussonia.

- Gruppo 4B: il portamento è erbaceo con rizomi squamosi;

- Gruppo 5A: l'indumento degli steli e delle foglie è densamente lanoso-villoso;

- Eucodonia.

- Gruppo 5B: gli steli e le foglie sono prive di indumento lanoso;

- Achimenes: la distribuzione di queste specie è relativa all'America Centrale (principalmente Messico).
- Gloxinia (parte): la distribuzione di queste specie è relativa al Sudamerica e a Panama (zona del canale).

- Gruppo B: il nettario è assente oppure è formato da 1 - 5 ghiandole isolate;

- Gruppo 1A: il nettario è formato da ghiandole isolate;

- Gruppo 2A: l'ovario è infero; il nettario è formato da grandi ghiandole dorsali doppiamente Glossario botanico#connate;

- Solenophora.

- Gruppo 2B: l'ovario è semi-infero; il nettario è formato da 2 o più ghiandole;

- Gruppo 3A: le infiorescenze normalmente sono dei racemi bratteati terminali (i fiori emergono lateralmente dalle ascelle delle brattee);

- Diastema.

- Gruppo 3B: le infiorescenze sono diverse;

- Gruppo 4A: i frutti sono delle capsule carnose a 2 valve;

- Pearcea.

- Gruppo 4B: i frutti sono delle capsule secche;

- Capanea: il portamento delle piante è frequentemente epifita o rampicante; gli stigmi sono capitati; le antere e lo stigma sporgono dalla corolla.
- Kohleria:  il portamento delle piante è sempre terrestre; gli stigmi sono bilobati; le antere e lo stigma sono inclusi nella corolla.

- Gruppo 1B: il nettario è assente o non funzionale;

- Gruppo 5A: la corolla ha una forma campanulata, zigomorfa e colorata spesso di blu o bianco;

- Gruppo 6A: le foglie sono fortemente anisofille;

- Monopyle.

- Gruppo 6B: le foglie sono isofille o quasi;

- Gloxinia (sect. Gloxinia): la corolla è più lunga di 2 cm; le antere sono coerenti; l'ovario è quasi completamente infero.
- Anodiscus: la corolla è più corta di 1 cm; le antere sono libere; l'ovario è semi-infero.

- Gruppo 5B: la corolla è ruotata o subruotata, e sempre colorata di bianco;

- Niphaea: i filamenti, diritti, sono lunghi o più corti delle antere.
- Phinaea: i filamenti sono lunghi come le antere, quelle degli stami anteriori sono incurvati all'indietro.

## Alcune specie

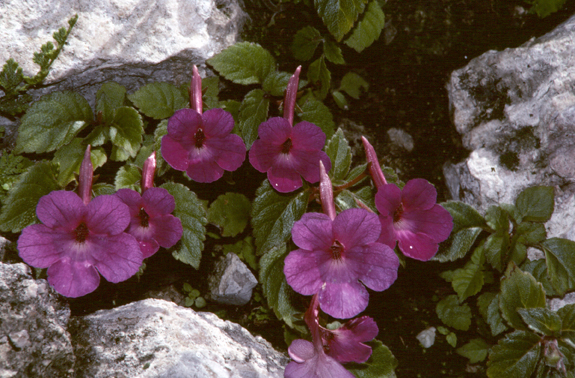
Achimenes grandiflora
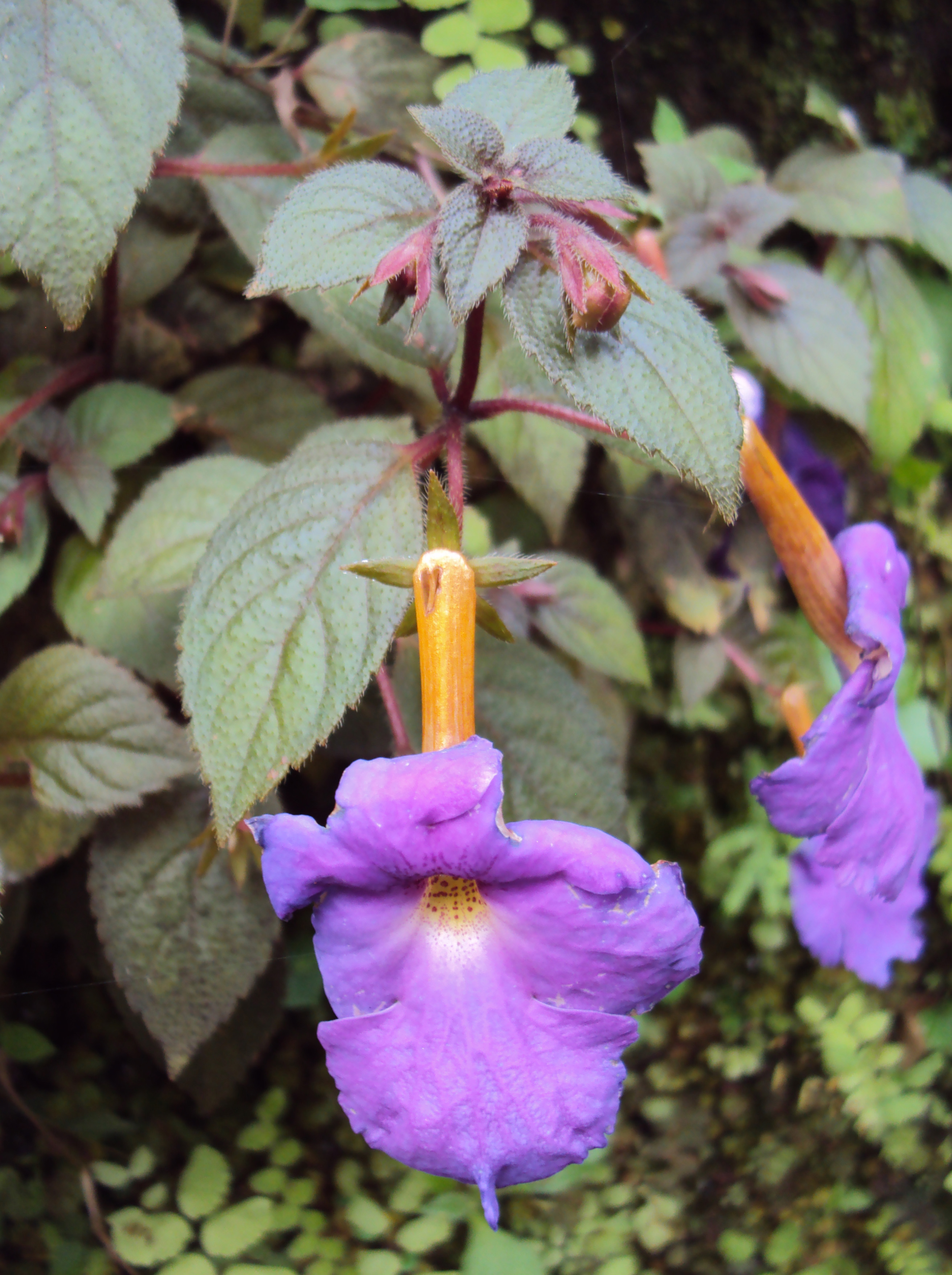
Achimenes longiflora
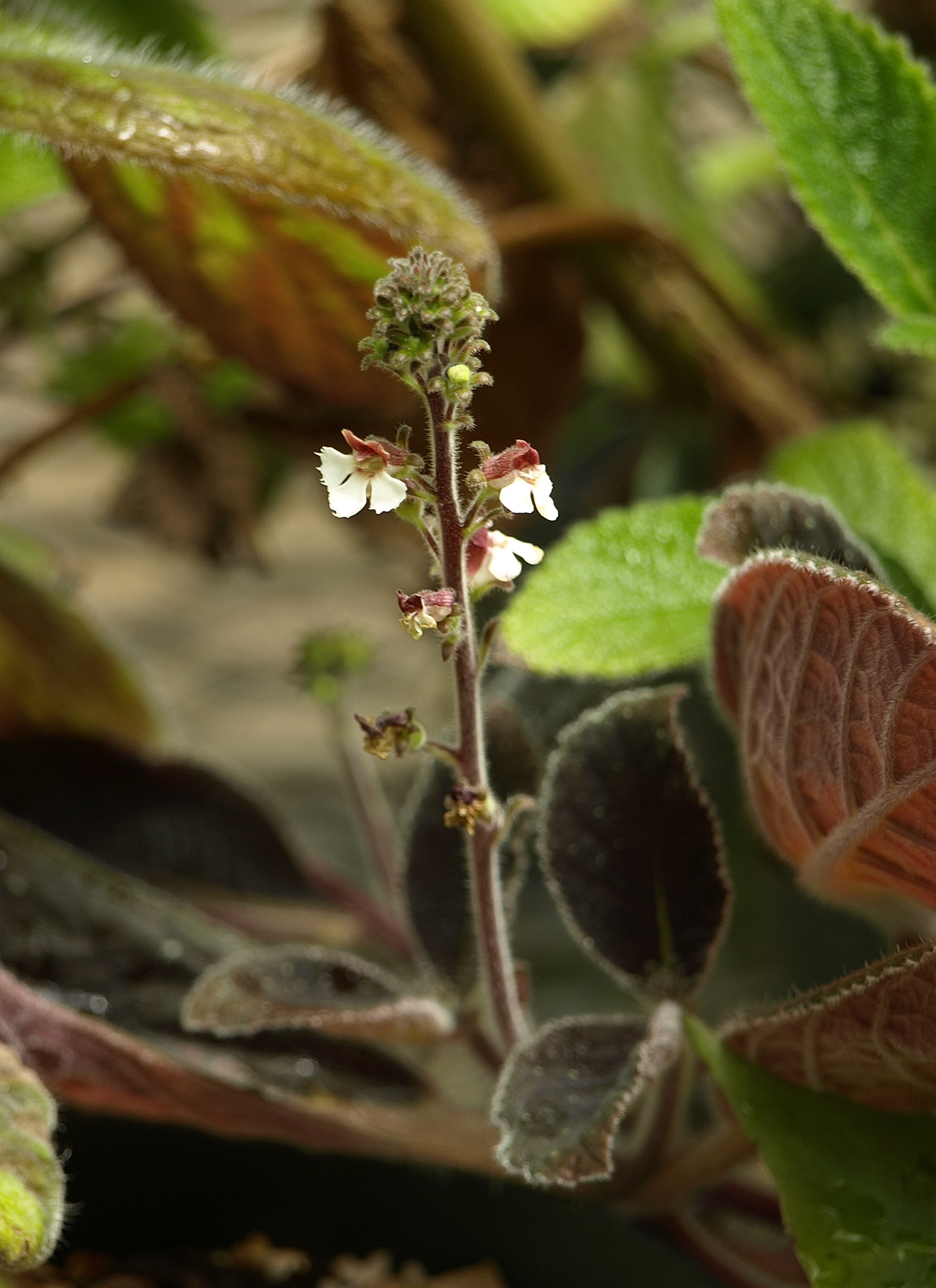
Gloxinia erinoides
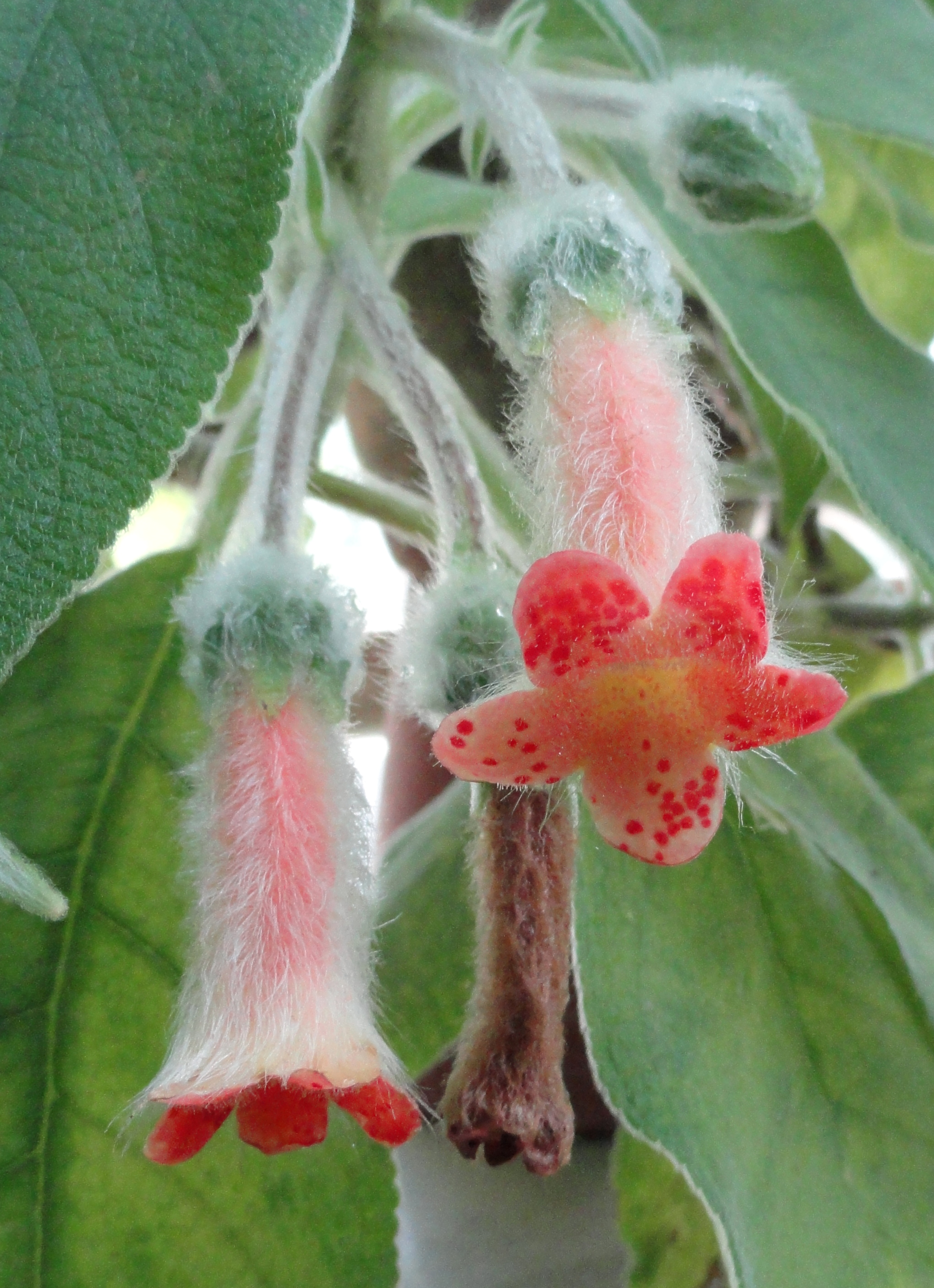
Kohleria peruviana
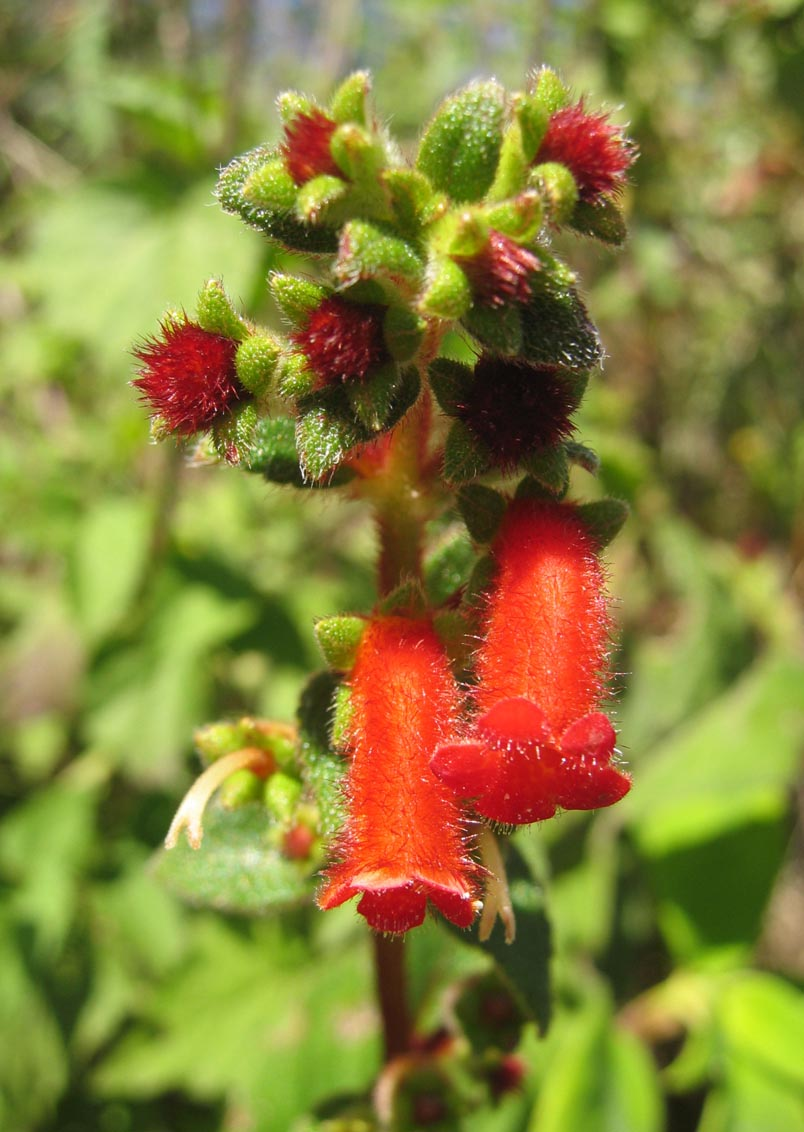
Kohleria spicata
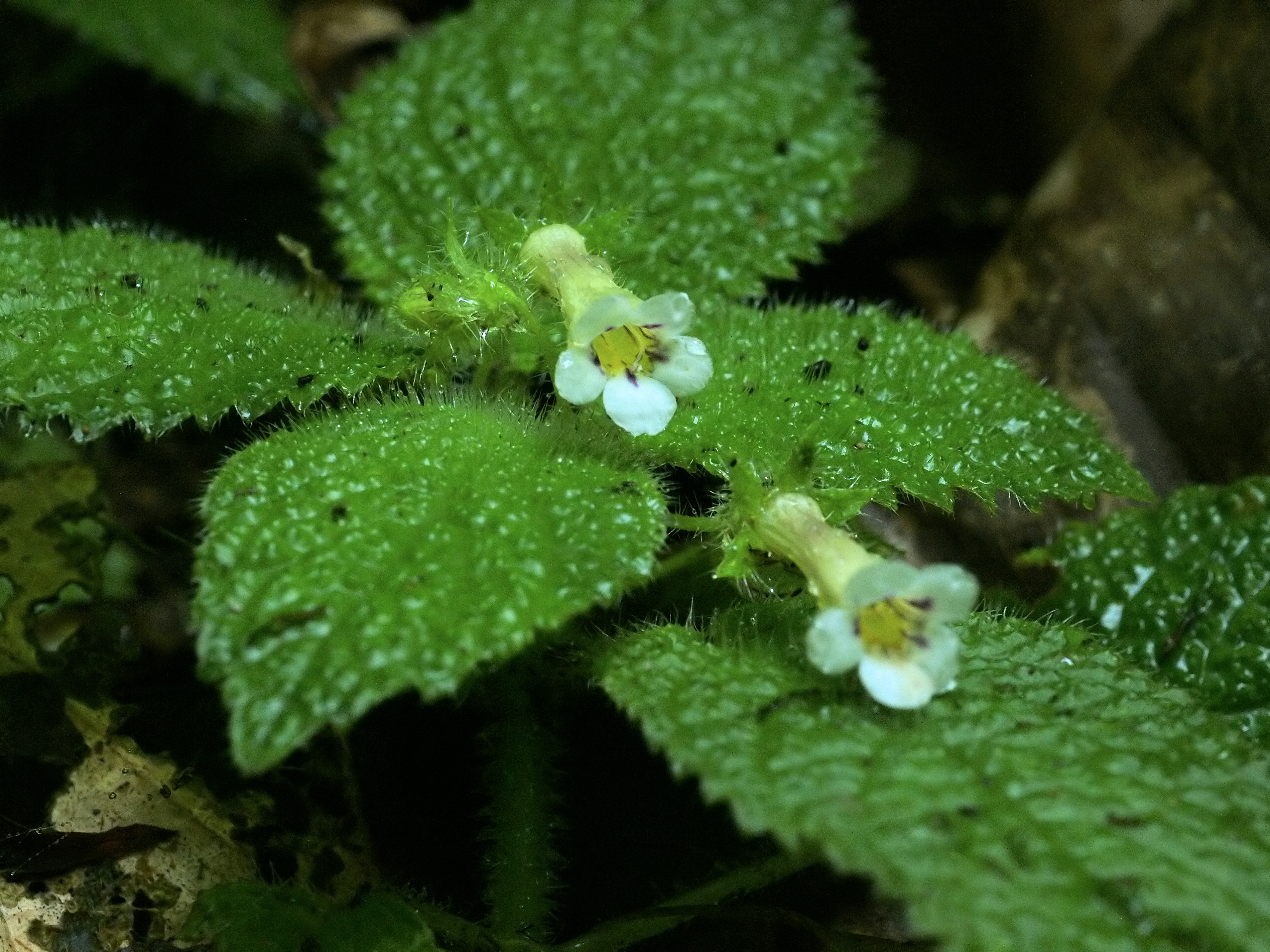
Diastema affine
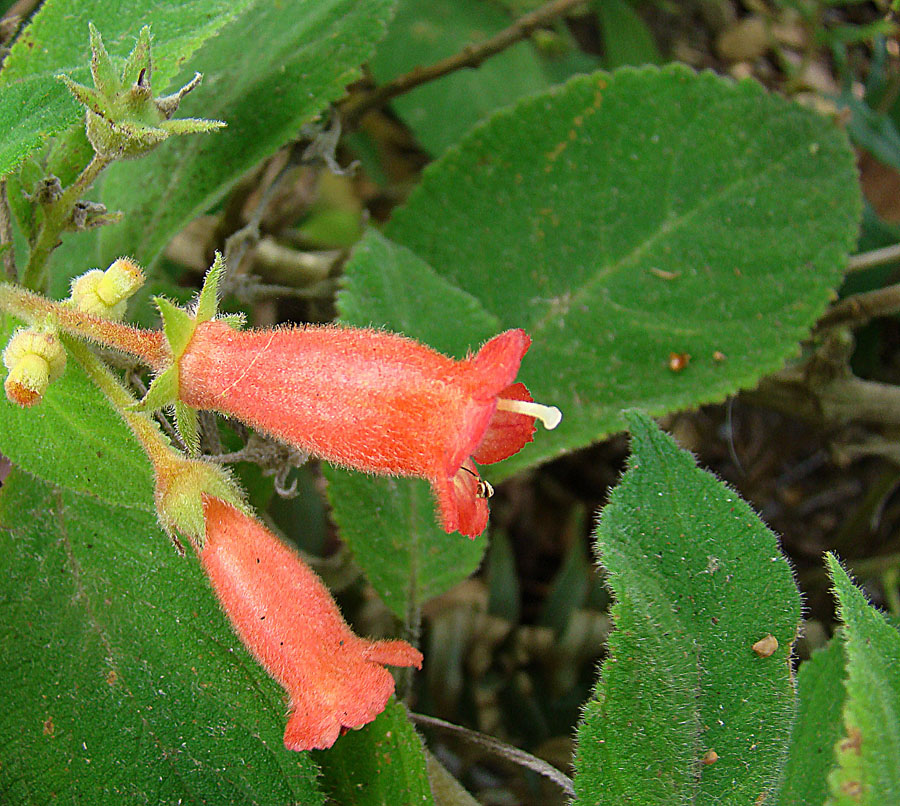
Moussonia elegans
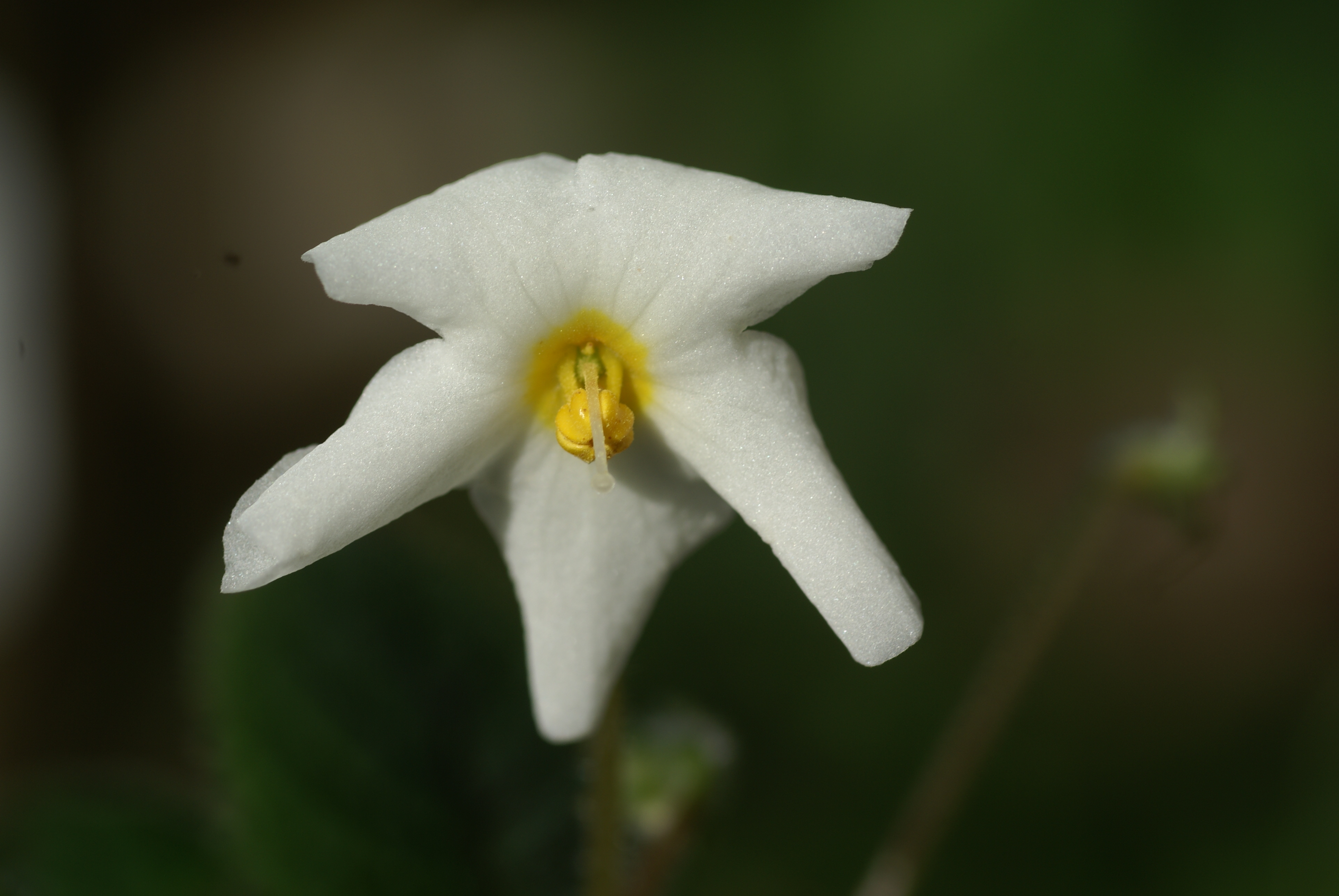
Niphaea oblonga
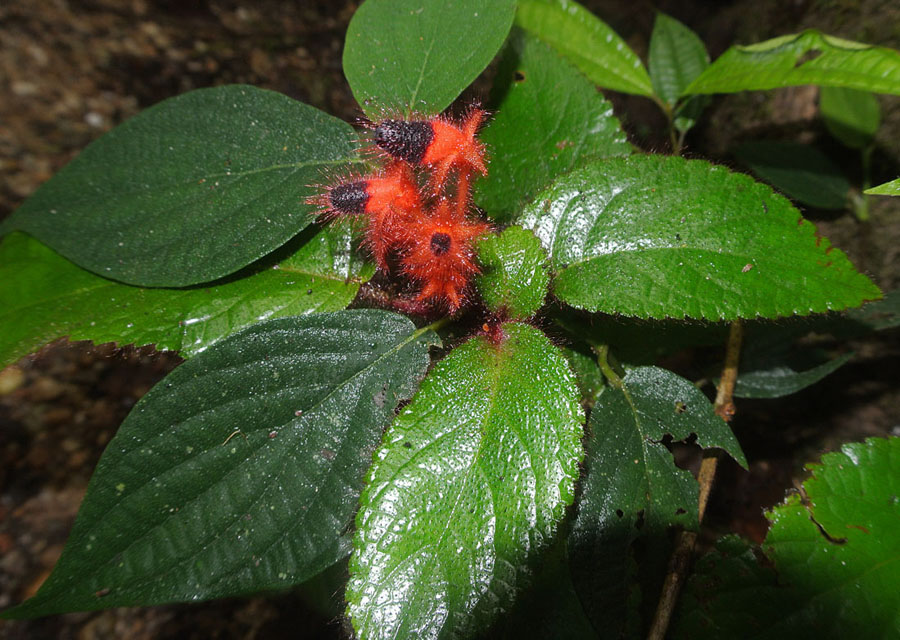
Pearcea rhodotricha
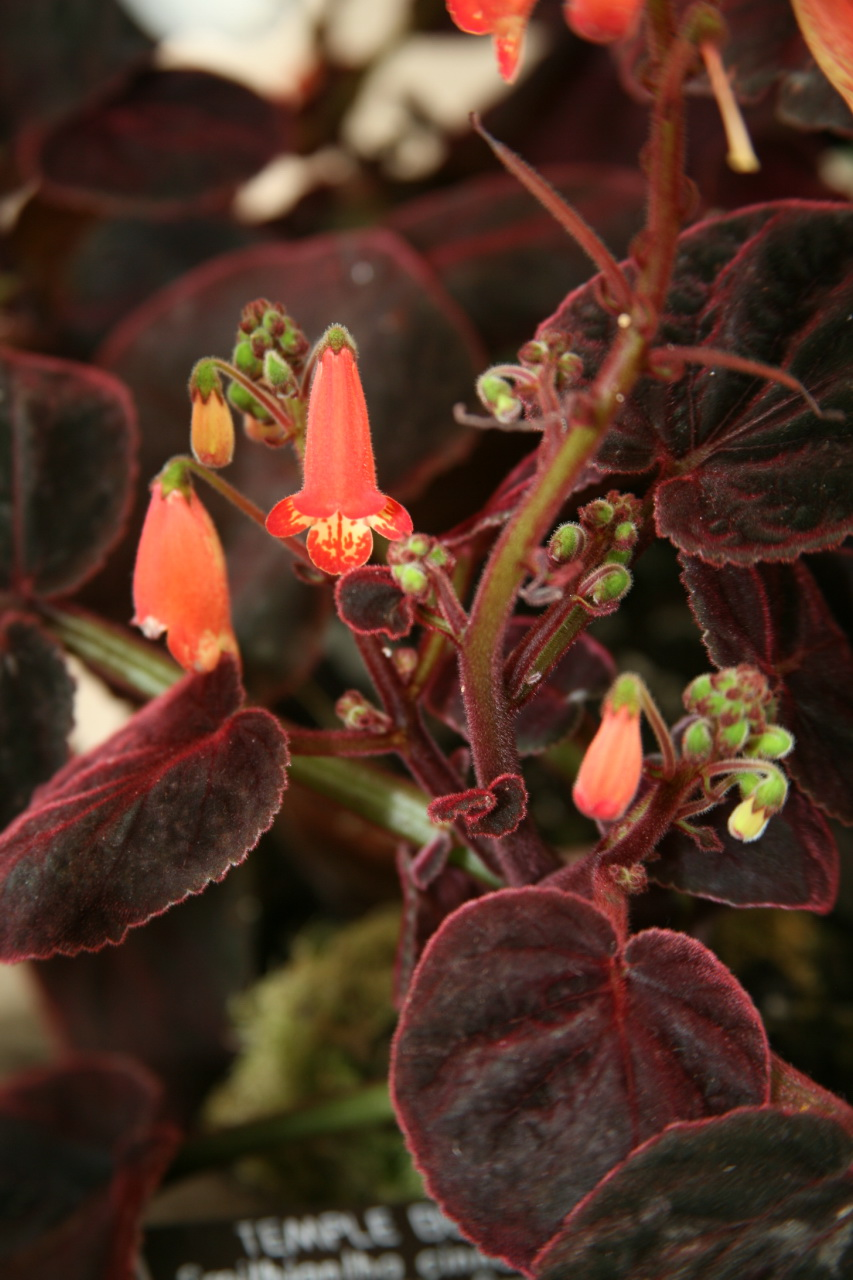
Smithiantha cinnabarina
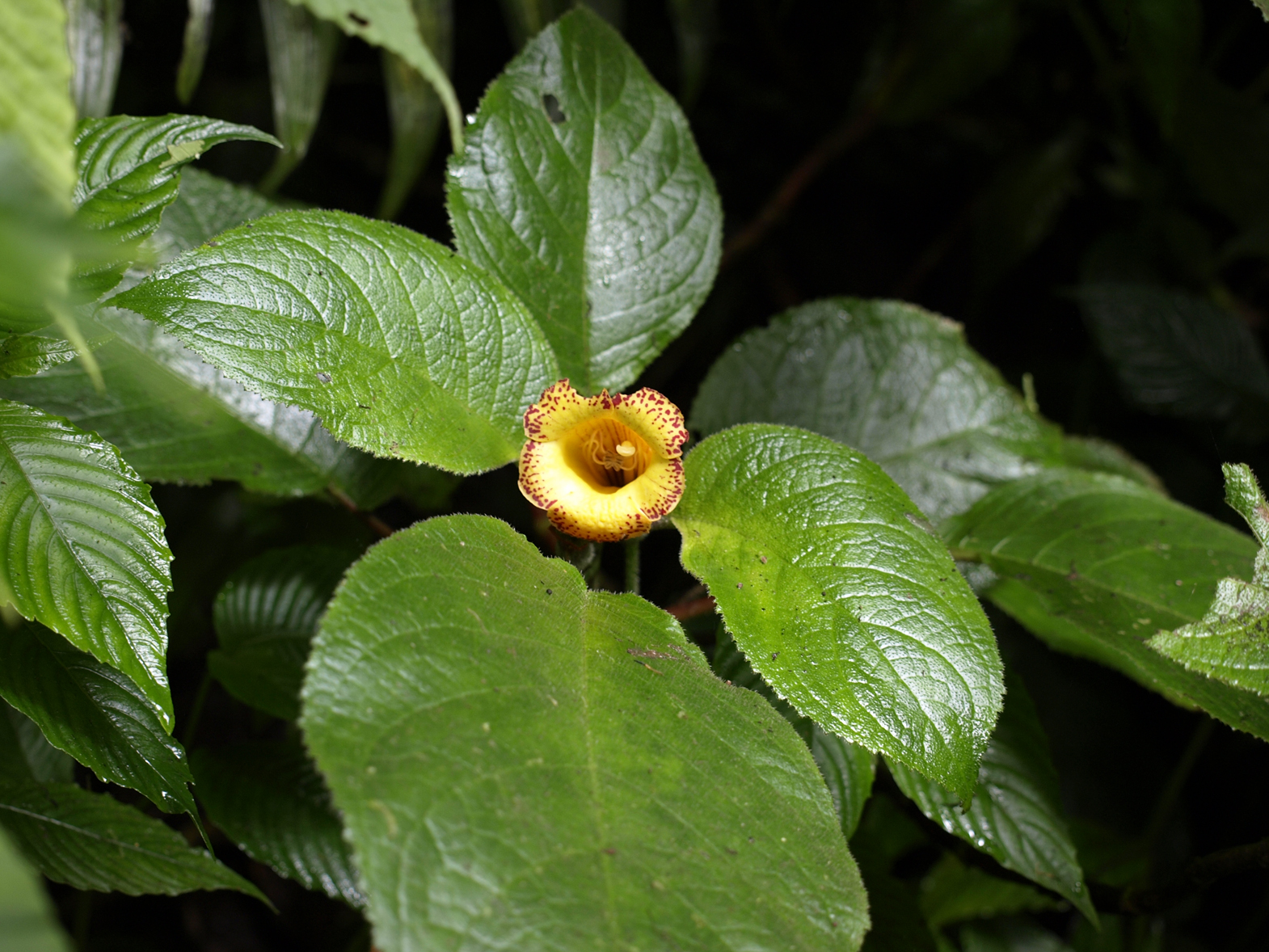
Solenophora calycosa